# Nicolae Negumereanu
Nicolae Negumereanu ( Brașov, Rumanía; 4 de septiembre de 1994), comúnmente conocido como Nick Negumereanu, es un peleador de artes marciales mixtas rumano que actualmente compite en la división de peso semipesado de la UFC.

## Primeros años
Comenzó a practicar la lucha libre a los 15 años y llegó a ser campeón nacional de lucha libre y de kenpō. Cambió de opinión y se centró en las MMA después de ver a uno de sus amigos competir en un espectáculo de RXF.

## Carrera de artes marciales mixtas

### Carrera temprana
Hizo su debut pro-MMA el 10 de octubre de 2016, contra Alexandru Gavrila. Nicolae salió victorioso en su primer combate de MMA a través de un TKO. Se mantuvo invicto luchando principalmente en Real Xtreme Fighting, con algunos de los oponentes que derrotó fueron Marius Pîslaru, Constantin Pădure, Robert Orbocea, Yuri Gorbenko y Kovács Kálmán. El 19 de noviembre de 2018, derrotó a Dan Konecke por sumisión en RXF 32 para capturar su primer título de MMA, el Campeonato de Peso Semipesado de RXF.

### Ultimate Fighting Championship
Negumereanu, como sustituto de Gökhan Saki, se enfrentó a Saparbek Safarov el 16 de marzo de 2019 en UFC Fight Night: Till vs. Masvidal en Londres, Inglaterra. Perdió el combate por decisión unánime.
Debido a dos cirugías, una en la espalda y otra en la rodilla, se perdería los dos años siguientes.
Negumereanu se enfrentó a Aleksa Camur en UFC on ESPN: The Korean Zombie vs. Ige el 19 de junio de 2021. Ganó el combate por decisión dividida.
Negumereanu se enfrentó a Ike Villanueva el 23 de octubre de 2021 en UFC Fight Night: Costa vs. Vettori. Ganó el combate por nocaut en el primer asalto.

## Campeonatos y logros

### Artes marciales mixtas
- Real Xtreme Fighting
  - Campeonato de Peso Semipesado de RXF (una vez)

## Récord en artes marciales mixtas
| Resultado | Récord | Oponente                  | Método                                 | Evento                                 | Fecha                    | Ronda | Tiempo | Localización                     | Notas                                                                                           |
| --------- | ------ | ------------------------- | -------------------------------------- | -------------------------------------- | ------------------------ | ----- | ------ | -------------------------------- | ----------------------------------------------------------------------------------------------- |
| Derrota   | 13-2   | Carlos Ulberg             | KO (puñetazos)                         | UFC 281                                | 12 de noviembre de 2022  | 1     | 3:44   | Ciudad de Nueva York, Nueva York |                                                                                                 |
| Victoria  | 13-1   | Ihor Potieria             | TKO (rodillazo y golpes)               | UFC 277                                | 30 de julio de 2022      | 2     | 3:33   | Dallas, Texas                    |                                                                                                 |
| Victoria  | 12-1   | Kennedy Nzechukwu         | Decisión (dividida)                    | UFC 272                                | 5 de marzo de 2022       | 3     | 5:00   | Las Vegas, Nevada                | A Nzechukwu se le descontó 1 punto en el tercer asalto debido a repetidos piquetes en los ojos. |
| Victoria  | 11-1   | Ike Villanueva            | TKO (puñetazos)                        | UFC Fight Night: Costa vs. Vettori     | 23 de octubre de 2021    | 1     | 1:18   | Las Vegas, Nevada                |                                                                                                 |
| Victoria  | 10-1   | Aleksa Camur              | Decisión (dividida)                    | UFC on ESPN: The Korean Zombie vs. Ige | 19 de junio de 2021      | 5     | 5:00   | Las Vegas, Nevada                |                                                                                                 |
| Derrota   | 9-1    | Saparbek Safarov          | Decisión (unánime)                     | UFC Fight Night: Till vs. Masvidal     | 16 de marzo de 2019      | 3     | 5:00   | Londres                          | A Safarov se le descontó un punto en el primer asalto por agarrar continuamente la jaula.       |
| Victoria  | 9-0    | Dan Konecke               | Sumisión (estrangulamiento brabo)      | RXF 32                                 | 19 de noviembre de 2018  | 2     | 0:30   | Brașov                           | Ganó el Campeonato de Peso Semipesado de RXF.                                                   |
| Victoria  | 8-0    | Kálmán Kovács             | Sumisión (estrangulamiento por detrás) | RXF 31                                 | 1 de octubre de 2018     | 1     | 3:12   | Cluj-Napoca                      | Combate de peso pesado.                                                                         |
| Victoria  | 7-0    | Olutobi Ayodeji Kalejaiye | TKO (puñetazos)                        | RXF 29                                 | 18 de diciembre de 2017  | 2     | 3:04   | Brașov                           | Debut en el peso semipesado.                                                                    |
| Victoria  | 6-0    | Yuri Gorbenko             | TKO (retiro)                           | RXF 28                                 | 30 de octubre de 2017    | 2     | 5:00   | Brașov                           |                                                                                                 |
| Victoria  | 5-0    | Hatef Moeil               | TKO (parada médica)                    | Superior FC 18                         | 16 de septiembre de 2017 | 1     | 2:35   | Ludwigshafen am Rhein            |                                                                                                 |
| Victoria  | 4-0    | Robert Orbocea            | TKO (puñetazos)                        | RXF 27                                 | 29 de julio de 2017      | 1     | 1:55   | Piatra Neamț                     |                                                                                                 |
| Victoria  | 3-0    | Constantin Pădure         | Sumisión (barra de brazo)              | RXF 26                                 | 25 de abril de 2017      | 2     | 1:08   | Brașov                           |                                                                                                 |
| Victoria  | 2-0    | Marius Pîslaru            | TKO (puñetazos)                        | RXF 25                                 | 19 de diciembre de 2016  | 1     | 0:57   | Ploiești                         |                                                                                                 |
| Victoria  | 1-0    | Alex Gavrilă              | TKO (puñetazos)                        | RXF 24                                 | 10 de octubre de 2016    | 1     | 0:10   | Brașov                           | Debut en el peso pesado.                                                                        |